# Сътворение или еволюция
Спорът „сътворение или еволюция“ е периодично възобновяван диспут относно произхода на Земята, човечеството, живота и Вселената. Едната страна поддържа правилността на религиозния възглед за възникването на нещата чрез сътворение (креационизъм); другата страна поддържа научния консенсус в областта на еволюционната биология, геологията, палеонтологията, термодинамиката, ядрената физика и космологията.
Спорът се води най-вече в консервативните региони на САЩ, където добива понякога мащаба на „война между две култури“. Спорът има дълга история, като понастоящем се съсредоточава около въпроса какво е истинската наука. Креационистите се застъпват за преподаването на креационизма в училище.
Спорът се води и по въпроси, свързани с определението за наука (в какво се състои научното изследване и какво представлява научното доказателство) и научно образование (дали преподаването на възгледите на научния консенсус трябва да бъде балансирано от други теории); преплита се с идеите за свободата на словото и отделянето на църквата от държавата, както и с богословски въпроси (различните християнски вероизповедания тълкуват по различен начин библейската книга „Битие“).
Еволюцията има всеобща подкрепа сред представителите на науката.
Единици са учените, които застават зад буквалното тълкуване на религиозните текстове за сътворението, а сред специалистите, които работят в научните области, въвлечени в спора, на практика няма привърженици на такова тълкуване.

## Научен креационизъм
Докато биолозите добиват все по-голяма увереност в еволюцията,  все повече стават и членовете на религиозните общности, които се застъпват за буквалното тълкуване на свещените текстове за сътворението. Увеличената членска маса дава възможност на религиозните организации да разпространяват идеята за сътворението, използвайки развитата си мрежа от колежи, училища, издателски къщи и средства за масово осведомяване.
През 1961 г. е публикувана първата важна съвременна креационистка книга Потопът на сътворението на Хенри Морис и Джон Уайткомб. Морис и Уайткомб поддържат мнението, че сътворението е станало буквално за шест дни, че хората са живели едновременно с динозаврите и че Бог е създал всеки вид живо същество отделно от останалите. Впоследствие Морис става известен оратор и критикува еволюционните идеи във фундаменталистки църкви, колежи и конференции. Морис участва в създаването на Изследователския център за научен креационизъм, който публикува множество биологични книги, поддържащи идеята за сътворението. Центърът публикува и други книги, като „Завръщането на Божия син“ от Кейли Сигрейв, в която става въпрос за уфология, потопна геология и демонология, въпреки неодобрението на Морис. В крайна сметка в Центъра се обособяват две течения: едното — съсредоточено върху сензацията, другото — с по-интелектуален подход. Морис основава Института за научен креационизъм с обещанието, че той ще бъде управляван от учени. През това време Морис и други поддръжници на потопната геология възприемат термина „научен креационизъм“.

## Интелигентен дизайн
В резултат от известното в САЩ съдебно дело „Едуардс срещу Агилар“ се ражда неокреационисткото движение. Целта му е да преформулира креационизма така, че да бъде по-добре приет от обществото, по-конкретно от политиците, преподавателите и учените. Най-известната форма на това движение е интелигентният дизайн — твърдението, че „някои черти на Вселената и на живите същества могат да бъдат обяснени чрез съществуването на интелигентна причина, а не с неуправляван процес като естествения отбор.“ Креационистите разглеждат движението като научен подход към идеята за сътворението; в научната общност то се отхвърля като напълно ненаучно.

## Начини на водене на спора
Сблъсъкът на научни идеи и теории обикновено става на страниците на рецензирани научни списания в съответната област или на научни конференции. Креационистите предпочитат да водят спора чрез съдебни дела или чрез публични диспути. След създаването на Изследователския център за научен креационизъм, впоследствие и на Института за научен креационизъм, креационистите се стараят да обличат идеите си в научна терминология. Списанията, които издават, не са признати от международната научна общност.

## Аргументи, свързани с определението, ограниченията и философията на науката
Представители на креационистките кръгове често отправят критика към обединяващи концепции в научните дисциплини, например понятията „теория“ и „факт“. Принципи като униформизма, бръснача на Окам, принципа на пестеливостта и принципа на Коперник са обявявани от креационистите за предубеждения на учените, водещи ги към метафизичен натурализъм, който според много креационисти е равнозначен на атеизъм.
В противовес на това становище философите на науката използват термина „методологичен натурализъм“, наблягайки на връзката с отдавна възприетия научен метод. От гледна точка на методологията се допуска, че наблюдаваните в природата явления се обясняват само с естествени причини, като не се допуска наличие или отсъствие на свръхестествени причини. Ето защо свръхестествени обяснения на такива явления са извън сферата на науката. Според креационистите не би трябвало да се изключват свръхестествени обяснения, поради което научната работа е парадигматично ограничена. 
Съвременната наука се стреми да разчита на възможно най-малък брой априорни допускания в стремежа си да намали грешките, субективността, както и да избегне т.нар. идоли на Бейкън. Затова тя остава неутрална по субективни теми като религия и морал.

### Определения
Дадените по-долу определения са на Националната академия на науките на САЩ. За повече информация посетете основните страници за факт, хипотеза, закон и теория.
Факт: В науката това е наблюдение, което бива редовно потвърждавано и е прието за вярно във всички случаи. Истинността в науката обаче никога не е окончателна. Това, което днес се приема за факт, утре може да претърпи промени и дори да бъде отхвърлено напълно.
Хипотеза: Подлежащо на изменения становище за нещо от естествения свят, водещо до заключения, които могат да бъдат подложени на експериментална проверка. Ако заключенията бъдат потвърдени, вероятността на хипотезата се увеличава. Ако заключенията бъдат опровергани, първоначалната хипотеза се изоставя или се променя. Хипотезите могат да бъдат използвани, за да се формулират комплексни заключения и обяснения.
Закон: Описателно обобщение на поведението на един определен аспект на естествения свят при дадени условия.
Теория: В науката означава добре оформено обяснение на някакъв аспект на естествения свят, което включва в себе си факти, закони, заключения и експериментално проверени хипотези.

### Ограничения на научното старание
Обясненията в науката се ограничават само до твърдения, свързани с наблюдения и експерименти, които могат да бъдат потвърдени от други учени. Обяснения, които не могат да бъдат основани на емпирични доказателства, не са част от науката.

### Теория или факт
Аргументът, че еволюцията е само теория, а не факт, се използва често в спора срещу преподаването в училищата само на теорията за еволюцията.. Този аргумент се дължи на разпространеното погрешно мнение относно техническото значение на термина „теория“, използван в науката. В ежедневието под „теория“ хората обикновено разбират „предположение“, „догадка“, „хипотеза“, „недоказано допускане“. В научен смисъл обаче „теория“ означава „правдоподобен или научно приемлив общ принцип или съвкупност от принципи, предложени с цел да се обяснят дадени явления.“
Палеонтологът Стивън Джей Гулд пише по този въпрос:
Еволюцията е теория. Тя е също така и факт. А фактите и теориите са различни неща, не стъпки в йерархията на увеличаващата се сигурност. Фактите са данните за света. Теориите са структури от идеи, които обясняват и тълкуват фактите. Фактите не изчезват, когато учените обсъждат съперничещи си теории. Теорията за гравитацията на Айнщайн заменя тази на Нютон, но самите ябълки не застиват във въздуха, чакайки окончателния резултат от спора. Факт е, че хората са еволюирали от човекоподобните си предци — или по начина, предположен от Чарлз Дарвин, или по някакъв друг начин, който предстои да бъде открит.

### Опровержимост
Известният философ на науката Карл Попър излага за пръв път идеята за опровержимост като начин за различаване на науката от псевдонауката. Теории, които могат да бъдат подложени на експериментална проверка, са научни, а онези, които не могат, не са научни. В Unended Quest Попър декларира: „Стигнах до извода, че дарвинизмът не е теория, която може да бъде проверена експериментално, а метафизична изследователска програма, една възможна рамка за подлагане на теории на експериментална проверка.“ Същевременно Попър изтъква, че дарвинизмът има научен характер. Докато един социолог определя с насмешка казаното като „колебанието на Попър“, то противниците на еволюцията се възползват от това становище на Попър, за да твърдят, че еволюцията не е наука и че креационизмът е равнопоставена метафизична изследователска програма. Така например Дуейн Гиш — изявен защитник на креационизма, пише в едно писмо до списание Discover през юли 1981 г.: „Стивън Джей Гулд смята, че креационистите твърдят, че креационизмът е научна теория. Това е фалшиво обвинение. Креационистите много пъти са повтаряли, че нито сътворението, нито еволюцията са научни теории (и че и двете са еднакво религиозни).“
В отговор на това, че заключенията му се използват от противниците на теорията за еволюцията, Карл Попър изказва твърдението, че еволюционните теории за произхода на живота са научни, защото „техните хипотези могат в много случаи да бъдат подложени на експериментална проверка.“ Въпреки това креационистите твърдят, че една ключова еволюционна идея — че целият живот на Земята произлиза от един-единствен общ прародител — не е спомената в списъка на Попър сред подлежащите на експериментална проверка и според тях тя никога няма да може да се провери.
В действителност Попър пише с възхищение за стойността на дарвинизма. Само няколко години след оспорваното изказване Попър пише: „Промених мнението си относно възможността да се подложи теорията на експериментална проверка и относно логическия статус на теорията за естествения отбор. Радвам се, че имам възможността да се отрека от думите си.“
Спорът сред учените и философите на науката за приложимостта на критерия за опровержимост в науката продължава. Прости примери за експериментални проверки относно общия прародител са дадени от някои учени. Ричард Докинз — биолог и изявен критик на креационизма, и Джон Холдейн твърдят, че ако вкаменелости от заек бъдат открити в пластове, датиращи от докамбрия (времето, по което еволюират множество сходни форми на живот), „то това би обезсмислило напълно еволюцията.“

## Спорове, свързани с науката

### Биология

#### Общ прародител
За повече подробности вижте основната статия „Общ прародител“.

#### Еволюция на човека
За повече подробности вижте основната статия „Еволюция на човека“.
Еволюцията на човека е част от биологичната еволюция, отнасяща се до появата на човека като отделен вид.
Молекулярни данни говорят за това, че еволюционното разклонение на гибоните се обособява като отделен вид преди около 18 – 12 милиона години, а разклонението на орангутаните — преди около 12 милиона години. Не са открити вкаменелости, които ясно да документират предшествениците на гибоните; възможно е те да са еволюирали от още непозната популация човекоподобни в Югоизточна Азия. За вкаменелости на предшествениците на орангутаните могат да се приемат тези на рамапитека, открити в Индия, и тези на грифопитека, открити в Турция, на възраст около десет милиона години. Молекулярни данни показват, че преди 8 – 4 милиона години най-напред горилите, а след това и шимпанзетата са се отделили като еволюционно разклонение от линията на човека. Човешката ДНК е 98,4% идентична с ДНК на шимпанзетата. Не са открити вкаменелости на африканските големи човекоподобни маймуни, вероятно защото костите не могат да се вкаменят при условията на дъждовните гори, обитавани от тези маймуни.
Човешката еволюция се проследява от палеоантропологията през целия род Homo до съвременния човек с помощта на данни, получени от различни вкаменелости.
Креационистите твърдят, че тези вкаменелости принадлежат или на маймуна (например човекът от Ява според тях е гибон),) или на човек, а не на някаква преходна форми между тях. Креационистите обаче често не са на едно мнение къде лежи границата между двете групи.

#### Макроеволюция
За повече подробности вижте основната статия „Макроеволюция“.
Креационистите дълго време оспорват възможността за макроеволюция. Макроеволюцията се дефинира от научната общност като еволюция на видово или надвидово равнище. Под това определение макроеволюцията може да се смята за факт, доказан чрез наблюдаваните случаи на видообразуване. Креационистите обаче се опитват да използват по-ограничена, но и по-неясна дефиниция на макроеволюцията, свързана най-често с появата на нова форма на тялото или на нови органи. Научната общност е на мнение, че дори при тази рестриктивна дефиниция съществуват силни, но по-сложни за представяне и разбиране доказателства.
Най-скорошните аргументи против макроеволюцията се съдържат в аргументите на интелигентния дизайн за несъкратимата комплексност (невъзможността сложни биологични системи да са еволюирали от значително по-прости чрез случайни мутации) и специфичната комплексност. Двата аргумента не покриват стандартите за публикация в рецензирани научни списания и са отхвърлени от научната общност като псевдонаука.

#### Преходни вкаменелости
Критиците на еволюцията често твърдят, че не съществуват преходни вкаменелости. Тази позиция се дължи на неразбирането на това какво представлява една преходна форма в еволюцията. Често срещан аргумент на креационистите е, че не се намират вкаменелости, които да показват частично функциониращи черти. Въпреки това съвсем правдоподобно е една комплексен отличителен признак, изпълняващ една функция, да може еволюционно да се приспособи да изпълнява напълно различна функция. Предшественикът на крилото например може първоначално да е служил за планиране, за улавяне на летяща плячка или за парадиране пред брачния партньор. Понастоящем крилата изпълняват всички тези функции, но се използват и за летене.
Въпреки че преходните вкаменелости хвърлят светлина върху еволюционния преход от един вид към друг, те представляват само моментна снимка, кадър от целия процес на еволюцията. Поради специалните условия, при които останките от едно живо същество се консервират след смъртта му, може да бъде открита само малка част от всички същества, живели някога на Земята. Ето защо самият преход може да бъде представен и потвърден само чрез несъвършена поредица от преходни форми, никога в подробности. Въпреки тази обективна трудност проучванията напредват и чрез нови открития се попълват редица празноти във филогенетичните редове. Критиците на еволюцията обаче често използват този аргумент, който според тях е удобен начин да се обясни липсата на някои преходни форми, с които да се онагледят важни еволюционни стъпки между видовете.
Теорията за точковото равновесие, развита от Стивън Джей Гулд и Нилс Елдридж, се намесва по погрешка в дискусията за преходните фосили. Тази теория обаче се отнася само за добре документирани преходи в рамките на таксони или между близкородствени таксони в рамките на кратък (от геологична гледна точка) период. Въпросните преходи, които обикновено могат да се проследят в същата геологична разкопка, показват наличие на малки скокове (морфологични изменения), редуващи се с периоди на морфологична устойчивост. За да обяснят тези скокове, Гулд и Елдридж си представят еволюцията като процес на редуване на относително дълги периоди на генетична устойчивост с кратки периоди на чувствителни еволюционни промени.

### Геология
Виж също така темите „Геохронология“ и „Възраст на Земята“.
Теорията за младата Земя твърди, че планетата Земя е само на няколко хиляди години — позиция, поддържана от последователите на креационисткото направление потопна геология. Мнозина последователи на религиозното течение, вярващо в теорията за младата Земя, приемат библейската хронология, например хронологията на Джеймс Ушър, която на свой ред се основава на масоретската версия на генеалогията от библейската книга „Битие“. Те вярват, че Бог е създал целия свят за шест дена и че това се е случило преди около 6000 години. Голяма част от креационистката геология е посветена на опровергаване на методите за датиране, използвани в антропологията и геологията, които дават твърде голяма възраст на Земята. В частност креационистите оспорват надеждността на радиоактивното датиране, както и на изохронните анализи, и двете лежащи в основата на общоприетите теории за възрастта на Земята. Тези методи обикновено се оспорват въз основа на предполагаема несигурност по отношение на изходната концентрация на наличните изотопи и на несигурност при измерване, дължаща се на дифузията на изходния и производния изотоп. Въпреки усилията си креационистите не са представили цялостна критика на методите за изравняване на параметрите, които се основават на поне дузина двойки нуклиди (изходни и производни).
Между професионалните научни организации по целия свят съществува консенсус по въпроса за възрастта на Земята — тя се определя на около 4,5 милиарда години и не съществува научно доказателство, което да я оборва. Последователите на течението „Млада Земя“ отхвърлят тази възраст, основавайки се на виждането, че нейното измерване се основава на методика, базираща се на слаби и непроверени допускания. Те обикновено цитират явно противоречиви резултати от радиоактивни измервания, с цел да поставят под съмнение полезността и точността на метода. Главните представители на течението „Млада Земя“, участващи в спора, посочват като слабост факта, че методите за датиране се основават на допускането, че физичните закони, на които се подчинява радиоактивният разпад, не са били нарушавани през времето след образуване на изследвания образец. С тази си позиция те се връщат назад във времето, в един период от развитието на науката, свързан с приемането на принципа на униформизма. Креационистите използват като аргумент всяка грешка от измервания или неточно тълкуване на иначе нормални резултати, или резултати от непредставителен образец.
Креационистите не претендират за наличие на научен метод за определяне на възрастта на Земята, който може да бъде подложен на проверка, но за сметка на това се осланят единствено на библейската хронология.

### Други науки

#### Ядрена физика
Креационистите дават резултати от експерименти, проведени от тях, въз основа на които показват как ядрен разпад, който би трябвало да се случи за 1,5 милиарда години, става за кратък период. Оттук те правят заключение, че в миналото са се случвали ускорявания в разпада от порядъка на милиарди години, което е явно нарушение на принципа за постоянния темп на радиоактивния разпад — основоположен принцип в ядрената физика като цяло и в радиоактивното датиране в частност.
Научната общност посочва множество недостатъци в тези експерименти, поради които те не са били публикувани в рецензирани научни списания. Недостатъците се дължат на факта, че опитите са проведени от неспециалисти по експериментална геохронология.
Учените са демонстрирали, че радиоактивният разпад дори на изотопи, които се разпадат с улавяне на електрони, варира съвсем леко, от порядъка на 0,2%, т.е. значително по-малко от равнищата, докладвани от креационистите. Толкова малки разлики не правят невалидни резултатите от радиоактивното датиране. Световната научна общност се е обединила около консенсусното мнение, че не съществува научно доказателство, оборващо възрастта на Земята, определена на 4,5 милиарда години. Освен това „неправдоподобно е един предполагаем променлив темп на разпад да въздейства по един и същ начин и в една и съща степен на различните механизми на радиоактивен разпад. В противен случай не бихме могли да обясним защо различните методи на радиоактивно датиране дават сходни резултати.“

### Изопачаване на науката
Креационистите имат ясно определен подход за критикуване на общоприетата наука. Те цитират цялостно автори, които поддържат общоприетите теории, но показват склонност да приемат критика, подобна на тази, отправяна от креационистите. Почти винаги обаче те използват подхода на манипулираните цитати — не отразяват доказателствата за еволюцията и водещото мнение на научната общност или отразяват неактуални научни позиции. Множество подобни цитати, появили се в Интернет, са събрани в архива TalkOrigin под наименованието Проект „Манипулиран цитат“, в който се дават оригиналните версии на манипулираните цитати.